# Andrena moquiorum
Andrena moquiorum är en biart som beskrevs av Henry Lorenz Viereck och Cockerell 1914. Andrena moquiorum ingår i släktet sandbin, och familjen grävbin. Inga underarter finns listade i Catalogue of Life.